# Quessigny
Quessigny est une ancienne commune française, située dans le département de l'Eure en région Normandie, devenue le 1er janvier 2016 une commune déléguée au sein de la commune nouvelle de La Baronnie.
Bien que située à une heure de Paris et malgré une fiscalité locale particulièrement lourde, La Baronnie n'est toujours pas en 2021 desservie par l'internet haut débit.

## Toponymie
Le nom de la localité est attesté sous les formes Chesigne en 1195 (charte de Richard Cœur de Lion), Kesigne en 1206 (charte de Guillaume de Pacy), Kesignie et Kesigne en 1206 (grand cartulaire de Saint-Taurin), Quesseigny en 1391 (archives nationales, aveux de la châtellerie de Gisors), Quessiny en 1469.

## Politique et administration
| Période                                  | Période    | Identité         | Étiquette | Qualité       |
| ---------------------------------------- | ---------- | ---------------- | --------- | ------------- |
| Les données manquantes sont à compléter. |            |                  |           |               |
| mars 2001                                | mars 2008  | Pierre Lemercier |           |               |
| mars 2008                                | 31/12/2015 | Séverine Guesnet | SE        | Fonctionnaire |

## Démographie
L'évolution du nombre d'habitants est connue à travers les recensements de la population effectués dans la commune depuis 1793. À partir du 1er janvier 2009, les populations légales des communes sont publiées annuellement dans le cadre d'un recensement qui repose désormais sur une collecte d'information annuelle, concernant successivement tous les territoires communaux au cours d'une période de cinq ans. 
Pour les communes de moins de 10 000 habitants, une enquête de recensement portant sur toute la population est réalisée tous les cinq ans, les populations légales des années intermédiaires étant quant à elles estimées par interpolation ou extrapolation. Pour la commune, le premier recensement exhaustif entrant dans le cadre du nouveau dispositif a été réalisé en 2006,.
En 2013, la commune comptait 118 habitants, en évolution de −7,09 % par rapport à 2008 (Eure : +2,66 %, France hors Mayotte : +2,49 %).
| 1793 | 1800 | 1806 | 1821 | 1831 | 1836 | 1841 | 1846 | 1851 |
| ---- | ---- | ---- | ---- | ---- | ---- | ---- | ---- | ---- |
| 149  | 138  | 137  | 132  | 138  | 146  | 142  | 126  | 121  |

| 1856 | 1861 | 1866 | 1872 | 1876 | 1881 | 1886 | 1891 | 1896 |
| ---- | ---- | ---- | ---- | ---- | ---- | ---- | ---- | ---- |
| 124  | 124  | 120  | 110  | 108  | 94   | 89   | 111  | 101  |

| 1901 | 1906 | 1911 | 1921 | 1926 | 1931 | 1936 | 1946 | 1954 |
| ---- | ---- | ---- | ---- | ---- | ---- | ---- | ---- | ---- |
| 143  | 163  | 151  | 122  | 114  | 82   | 160  | 87   | 88   |

| 1962 | 1968 | 1975 | 1982 | 1990 | 1999 | 2006 | 2011 | 2013 |
| ---- | ---- | ---- | ---- | ---- | ---- | ---- | ---- | ---- |
| 80   | 72   | 48   | 64   | 80   | 88   | 123  | 120  | 118  |